# Clytellus waterstradti
Clytellus waterstradti es una especie de escarabajo longicornio del género Clytellus, tribu Clytellini, orden Coleoptera. Fue descrita científicamente por Miroshnikov en 2015.

## Descripción
Mide 5,2 milímetros de longitud.

## Distribución
Se distribuye por Borneo y Brunéi.